# Лесная (Новгородский район)
Лесна́я (ранее — Грязные Харчевни) — деревня в Новгородском муниципальном районе Новгородской области, административный центр Лесновского сельского поселения.

## Географическое положение
Расположена в 32 км к юго-востоку от областного центра — Великого Новгорода, на трассе А116 (Великий Новгород — Псков).

## История
В 1963 году указом Президиума Верховного Совета РСФСР деревня Грязные Харчевни переименована в деревню Лесная Новгородского сельского района.

## Население
| 2010 | 2012  | 2013  | 2014  | 2015  | 2016  |
| ---- | ----- | ----- | ----- | ----- | ----- |
| 1879 | ↗1942 | ↗1964 | →1964 | ↘1885 | ↗1911 |

## Транспорт
Так как деревня находится на трассе, то в ней останавливаются все пригородные и внутриобластные автобусы направления на Шимск, Старую Руссу, Волот, Холм, Парфино и многие другие. Действует регулярный прямой маршрут № 130 Лесная — Великий Новгород.